# Orthodes infirma
Orthodes infirma là một loài bướm đêm trong họ Noctuidae.